# 可居島
可居島 （かごとう、カゴ＝ド、朝：가거도）は、朝鮮半島の南西、黄海上に浮かぶ島。行政上は大韓民国全羅南道新安郡黒山面に属する。大韓民国の南西端に位置する島である。木浦からは約145km離れており、黒山島・晩才島などを経由するフェリー（1日1便）で約4時間を要する。面積は9.18km2。
新安郡の最高峰である犢実（トクシル）山（639m）を擁し、全体に起伏が激しく断崖絶壁に囲まれた男性的な地形である。港は島の最南端に位置する。波風が起ったり暴風雨が吹き付けつける時は、東シナ海で操業する漁船がここに避航し、「波市」が形成されることもある。可居島は西南海域の漁業基地であり、韓国の領海防衛の前線ともなる。 
古くは「美しい島」という意味で「嘉佳島（可佳島）」と呼ばれ、1896年に「十分に暮らせる島」という意味の可居島に改称された。日本統治時代には小黒山島（しょうこくさんとう、ソフクサン＝ド、朝：소흑산도）の名で呼ばれていたが、2008年に旧来の名称である可居島に戻った。
島全体にホオノキ・ユズリハ・サトザクラが生い茂り、イカリソウ・ゴマノハグサ・ボタン・クズなどの貴重な薬草が自生している。また、天然記念物であるカラスバト・ゴイサギ・イソヒヨドリなど珍しい鳥類が生息する自然の楽園でもある。 イワシ、イシモチ、エイなどの漁業も盛んである。2012年には、島の自然景観と海洋生物の保全管理を目的として、周辺海域が海洋保護区に指定された。また1988年に「可居島いわし漁歌」が全羅南道無形文化財に指定されている。